# Демократическое обновление Македонии
Демократическое обновление Македонии (макед. Демократска обнова на Македонија) — зелёная политическая партия Северной Македонии. Эта партия активно продвигает зеленый интернационал в Македонии. Политическими целями Демократического обновления являются: зеленые рабочие места, возобновляемые источники энергии, в области прав человека, демократии, экологии, туризма, эко-сельского хозяйства, расширения возможностей женщин, культура, больше средств на науку и образование и т.д. На своих первых выборах, 5 июля 2006 года, партия получила 1.9 % и 1 из 120 мест. С 2008 года, Демократическое обновление является частью коалиции правящей партии Македонии ВМРО-ДПМНЕ. На парламентских выборах 2008 и 2011 Демократическое обновление в рамках коалиции заняла 1 место.